# Kombai
Kombai es una ciudad y nagar Panchayat situada en el distrito de Theni en el estado de Tamil Nadu (India). Su población es de 15960 habitantes (2011). Se encuentra a 39 km de Theni.

## Demografía
Según el censo de 2011 la población de Kombai era de 15960 habitantes, de los cuales 7864 eran hombres y 8096 eran mujeres. Kombai tiene una tasa media de alfabetización del 74,80%, inferior a la media estatal del 80,09%: la alfabetización masculina es del 82,09%, y la alfabetización femenina del 67,67%.